# Římskokatolická církev v Nikaragui
Katolická církev v Nikaragui je součástí všeobecné církve na území Nikaragui, pod vedením papeže a místních biskupů sdružených do Nikaragujské biskupské konference (je součástí Rady latinskoamerických biskupských konferencí (CELAM)). Papež je v Argentině zastupován apoštolským nunciem v Nikaragui. 
Podle sčítání lidu z roku 2004 žilo v Nikaragui asi 2,45 miliónů katolíků, tj. 58,5 % populace.
Počet praktikujících katolíků od 60. let 20. století setrvale klesá.

## Administrativní členění katolické církve v Nikaragui
Nikaragujská církev má jednu metropolitní arcidiíecézi a osm sufragánních diecézí. 
- Arcidiecéze managujská, se sufragánními diecézemi:
  - Diecéze Bluefields
  - Diecéze Estelí
  - Diecéze Granada
  - Diecéze Jinotega
  - Diecéze Juigalpa
  - Diecéze León en Nicaragua
  - Diecéze Matagalpa
  - Diecéze Siuna